# 金子彪
金子 彪（かねこ ことら、大正元年（1912年） - 平成2年（1990年）9月23日）は、昭和期広島県の教育者である。忠海高等学校・府中高等学校・広島国泰寺高等学校・崇徳高等学校等の校長を歴任した。

## 略歴
1912年に長崎県で生まれる。実兄と同じ旧制第五高等学校で学ぶ。その後、東京帝国大学文学部国文科へ進学し、同校を昭和3年（1928年）3月に卒業する。同年4月より戦前の大手出版社で教科書出版の老舗で知られる冨山房編集部で勤務する。しかし、教職に携わっていた実父・金子豪から「金子豪は長男も教職にあり。直接に育英の道に入るべきぞ」と勧められ、また全国中学校長会長である先輩に相談したところ、「それは丁度いい。教育県広島の中心校・一中にいったらどうか」紹介を受け、さらに実兄からも「我々は熊本五高時代は沢木興道師、東京に来て近角常観師の薫陶に与ってきた縁故もあるのだから、名にし負う真宗王国、安芸の国に行くのも宿縁だ」と説得されて決心し、昭和4年（1929年）5月より旧制広島県立第一中学校の教員として勤務をする。その後11年間の一中勤務の間に、彪は真宗篤信教徒の同僚に誘われて崇徳教社をはじめ説教所名刹に参り、また京洛や北陸の名僧知識の高説を聴聞したという。
昭和15年（1940年）5月より旧制広島県立府中中学校に管理職として勤務。昭和17年（1942年）7月より旧制広島県立上下高等女学校校長に就任する。昭和21年（1946年）5月より旧制広島県立海田中学校校長（新制広島県立海田高等学校校長）、昭和24年（1949年）4月より広島県立忠海高等学校校長、昭和28年（1953年）4月より広島県立福山葦陽高等学校校長、昭和29年（1954年）4月より広島県立府中高等学校校長となり、昭和32年（1957年）4月より16年ぶりに広島県立広島国泰寺高等学校校長として戻ることになった。国泰寺高校校長の5年間で同校創立八十五周年記念式を挙行している。昭和37年（1962年）に同校を退任。
ついで昭和37年（1962年）8月より修道学園事務局長となり私学経営に携わることになった。昭和40年（1965年）に崇徳学園から招致を受け、修道学園の田中好一理事長から「君の長年青少年育成に携わってきた経歴から最適と思う」と勧められ、また東京帝大の先輩にあたる崇徳学園の元校長・観山覚道に諮ったところ「僧徒でないことはさして介意の要なし。坊主の坊主臭さは坊主に非ずとの論もあり。君はかねて崇徳教社等における名僧知識の高教を聴聞しているようだから、その敬虔な信心素養を以って当って貰えばいいから」と説得を受け決断し、同年9月に崇徳高等学校校長に就任した。崇徳高等学校校長在職期間には、「崇徳生が徳を身につけた立派な人間になってほしいという期待感から、本校の歴史、伝統というものを十分に調べ考えて、健康、誠実、精進、感謝の四項目の実践を求めたゆえんである」として、現在の崇徳学園の校訓にもなっている「健康・誠実・精進・感謝」の「校訓四綱領」を策定している。昭和48年（1973年）3月に退職した。平成2年（1990年）9月23日に88歳で死去。葬儀は翌24日に広島市内寺町の光福寺において金子家と崇徳学園の合同葬として執り行われた。